# Аудемолен (Дренте)
Аудемолен (нід. Oudemolen) — селище в нідерландській провінції Дренте. Входить до муніципалітету Тінарло.
Його площа становить 2,63 км², а населення станом на 2021 рік складало 65 осіб.
Перша згадка про населений пункт датується 1498 роком.